# D-9
D-9 – radziecki ciężki samochód pancerny.
Pod koniec lat 20. XX wieku w biurze konstrukcyjnym Fabryki Iżorskiej zespół N.I. Dyrenkowa skonstruował kilka samochodów pancernych. Były to lekkie D-8 i D-12, średni D-13 oraz ciężki D-9. Ten ostatni wykorzystywał importowane podwozie samochodu ciężarowego Moreland. Miało ono większą nośność niż także trójosiowe podwozie Ford-AA, które wykorzystano do budowy średnich samochodów pancernych D-13 i BA-I. W związku z tym samochód je wykorzystujący mógł mieć większą masę, a więc i silniejsze opancerzenie. Średnie samochody pancerne były bowiem dobrze uzbrojone, ale w związku z ograniczeniami masowymi ich opancerzenie było na tyle cienkie że nie chroniło nawet przed karabinowymi pociskami przeciwpancernymi.
Na podwoziu Morelanda zespół Dyrenkowa umieścił długi pancerny kadłub. Jego przednia część osłaniała silnik. Za nią znajdowały się stanowiska kierowcy. Sześć czkm DT było zamocowane w jarzmach w bocznych ścianach kadłuba (po trzy z każdej strony kadłuba). siódmym karabinem maszynowym był przeciwlotniczy cekaem Maksim wz. 1910 strzelający przez wykrój w tylnej części stropu kadłuba. Przed tym wykrojem znajdowała się obrotowa wieża mieszcząca armatę Hotchkiss kalibru 37 mm i czkm DT umieszczone w osobnych jarzmach.
Projekt pojazdu został w czerwcu 1930 roku krytycznie oceniony komitet Naukowo-techniczny Zarządu Mechanizacji i Motoryzacji Armii. Pomimo tego wiosną 1931 roku zbudowano prototyp i skierowano go na próby wojskowe. Jeszcze w czasie ich trwania zamówiono 37 wozów seryjnych. Miały one powstać do końca 1932 roku, ale zamówienie zostało anulowane po zakończonych niepowodzeniem próbach. Wykazały one że samochód ma zbyt dużą masę i wymiary, oraz słabe właściwości trakcyjne. W związku z tym D-9 pozostał prototypem.